# Johan Burk
Johan Frederik Karel Hendrik Jacob Burk (ur. 11 maja 1887 w Amsterdamie, zm. ?) – holenderski wioślarz.
Johan Burk był uczestnikiem Letnich Igrzysk Olimpijskich 1908 w Londynie, podczas których wraz ze swoją drużyną zajął 3. miejsce w konkurencji czwórek bez sternika.